# Ihrowyzja
Ihrowyzja (ukrainisch Ігровиця; russisch Игровица Igrowiza, polnisch Ihrowica bzw. älter Ihrowice) ist ein Dorf im Rajon Ternopil der Oblast Ternopil im Westen der Ukraine etwa 19 Kilometer nördlich der Oblasthauptstadt Ternopil am Flüsschen Ihra (Ігра) gelegen.

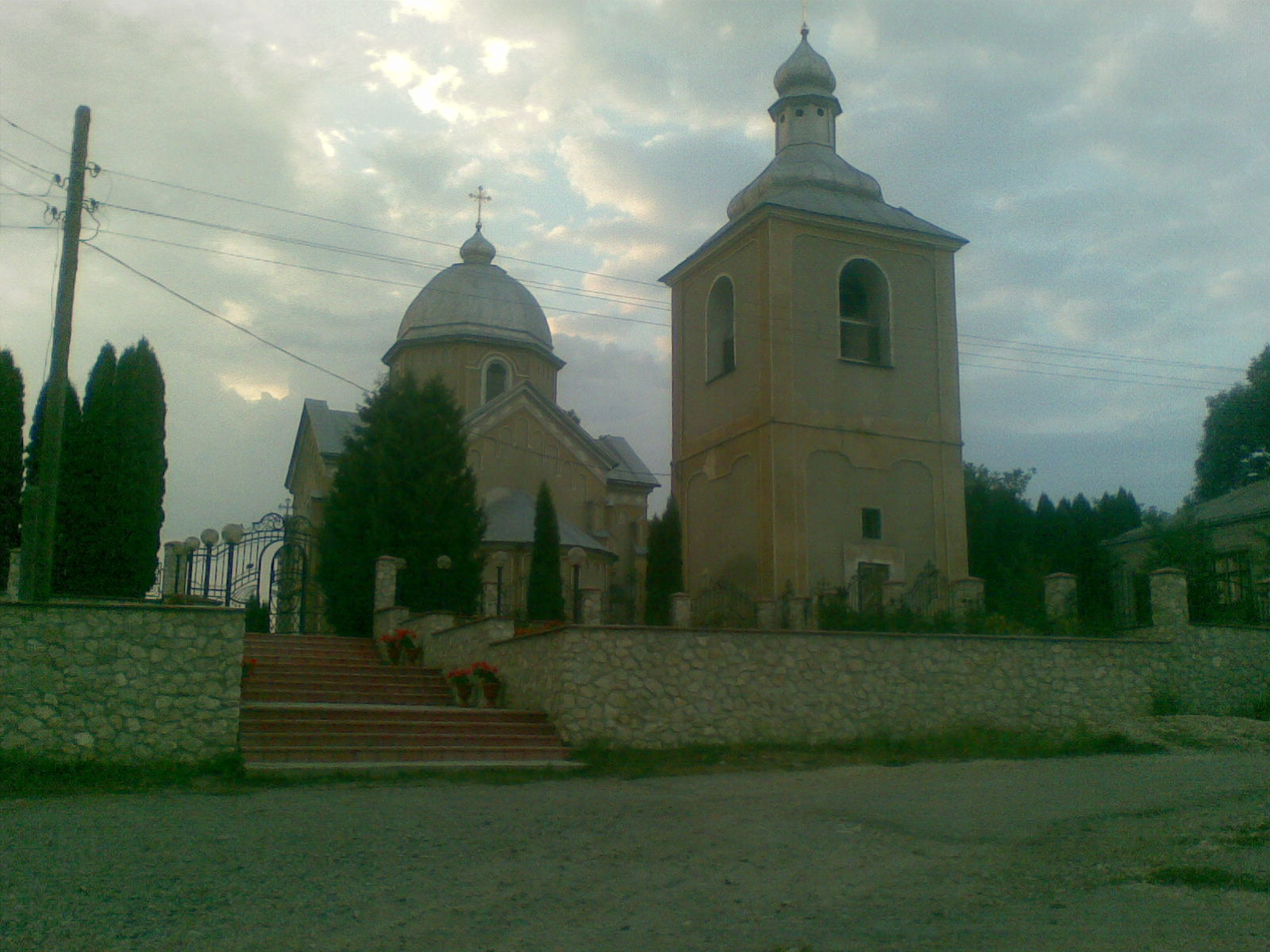
Kirche im Ort

Am 27. Juli 2018 wurde das Dorf ein Teil der neugegründeten Landgemeinde Bila (Білецька сільська громада/Bilezka silska hromada), bis dahin bildete es die gleichnamige Landratsgemeinde.
Der Ortsname leitet sich vom ruthenischen Wort ihreć ab, was so viel wie Wind bedeutet.
Der Ort entstand im 16. Jahrhundert und lag zunächst in der Woiwodschaft Ruthenien als Teil der Adelsrepublik Polen. Von 1772 bis 1918 gehörte er unter seinem polnischen Namen Igrowiza zum österreichischen Galizien und war von 1854 bis 1867 Sitz einer Bezirkshauptmannschaft, danach wurde er dem Bezirk Tarnopol zugeschlagen.

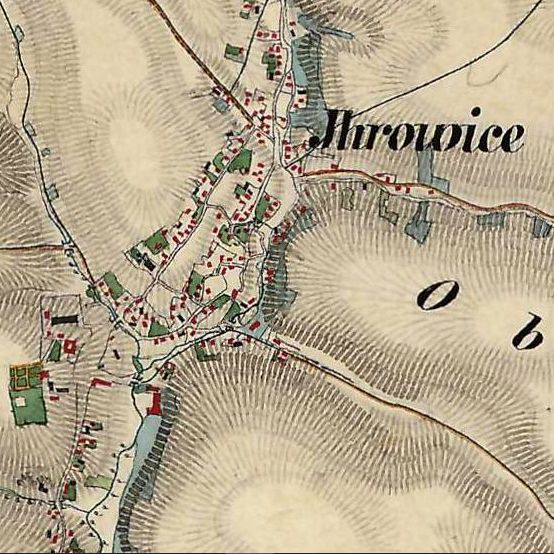
Obere-Ihrowice in Galizien, Franzisco-Josephinische Landesaufnahme (1869–1887)

Nach dem Ende des Ersten Weltkrieges kam der Ort zu Polen (in die Woiwodschaft Tarnopol), wurde im Zweiten Weltkrieg kurzzeitig von der Sowjetunion und dann 1941 bis 1944 von Deutschland besetzt, hier wurde der Ort in den Distrikt Galizien eingegliedert.
Nach dem Ende des Krieges wurde der Ort der Sowjetunion zugeschlagen, dort kam das Dorf zur Ukrainischen SSR und ist seit 1991 ein Teil der heutigen Ukraine.